# Nubischer-Sandstein-Aquifer

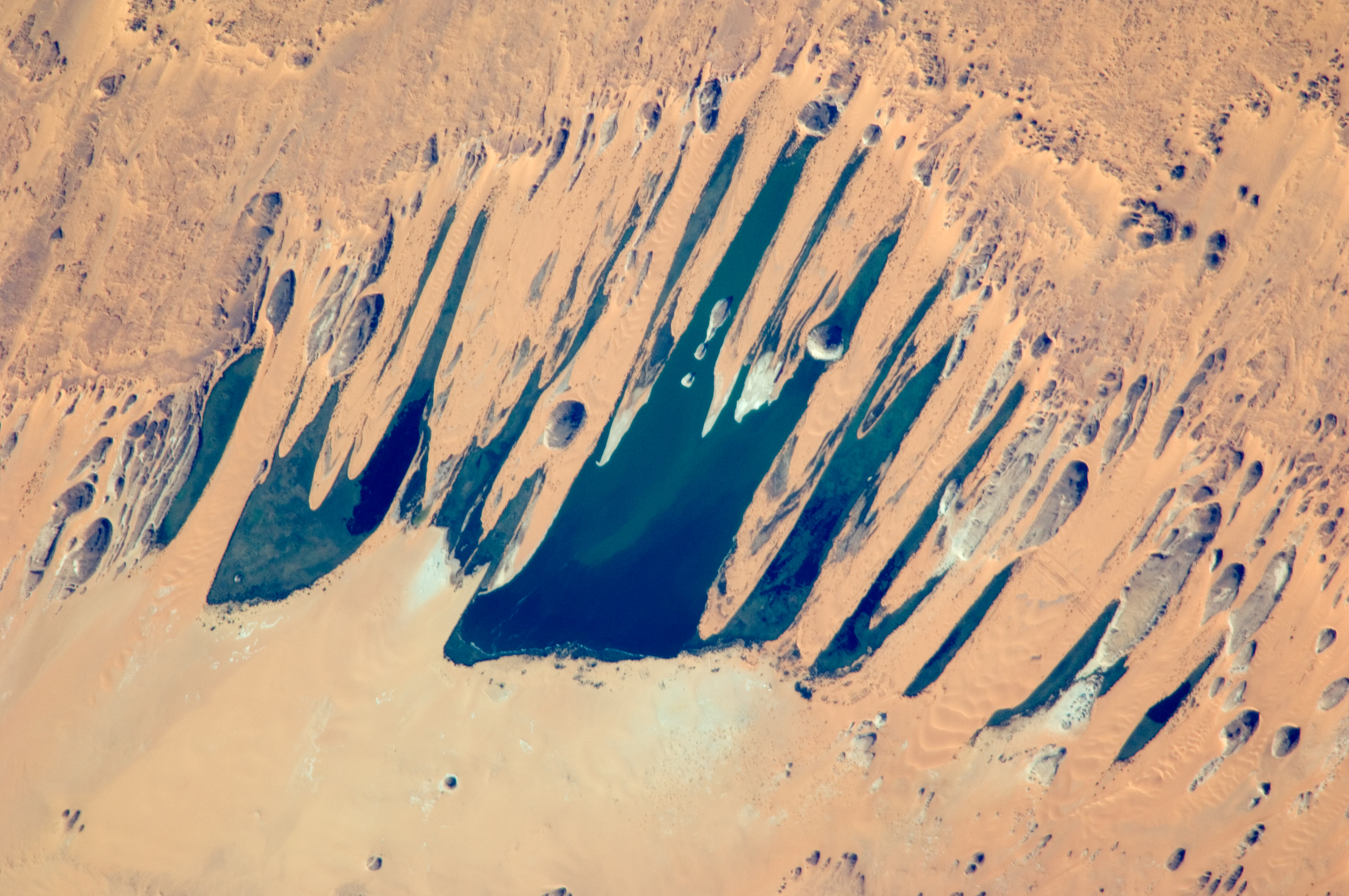
Die Ounianga-Seen, aufgenommen aus dem All von der internationalen Raumstation ISS

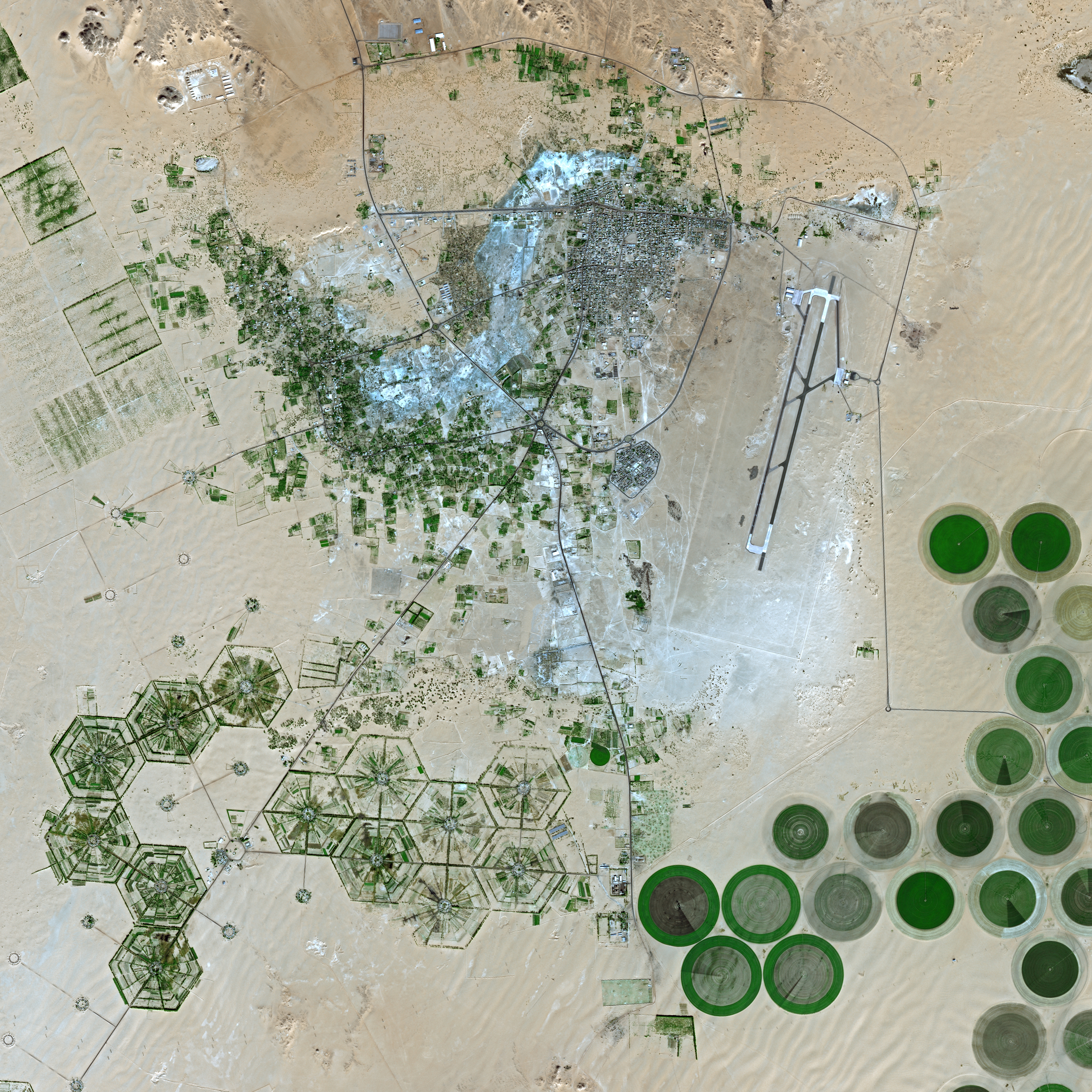
Satellitenaufnahme der Kufra-Oasen mit den künstlich bewässerten Feldern, 2002

Der Nubischer-Sandstein-Aquifer (engl. Nubian Sandstone Aquifer) ist ein ausgedehnter Sedimentgesteinskörper im Untergrund der östlichen Sahara, der ein großes Reservoir mit fossilem Grundwasser beherbergt. Der Sedimentgesteinskörper besteht aus einer von Sandsteinen dominierten Schichtenfolge, die präkambrischem Grundgebirge auflagert und zeitlich vom älteren Paläozoikum bis in die Späte Kreidezeit, reicht. Diese Abfolge wird Nubischer Sandstein genannt und gab dem Aquifer seinen Namen.
Mit einem Volumen von ca. 373.000 km³ (dies entspricht ca. 10 % des Volumens des Mittelmeers; die Schätzungen über das Speichervolumen variieren beträchtlich) handelt es sich um einen der weltweit bedeutendsten Grundwasserleiter.
Er erstreckt sich, bei einer vertikalen Ausdehnung von 140 bis 230 Metern und einer Tiefenlage von 800 bis 4500 Metern, auf einer Fläche von ca. 150.000 Quadratkilometern über Teile der Staaten Ägypten, Libyen, Sudan und Tschad. Das Alter des im Sandstein befindlichen Grundwassers beträgt mehrere hundert bis mehr als 1 Million Jahre.
An einigen Orten erreichen die grundwasserführenden Schichten die Oberfläche und bilden die Seen von Ounianga und die kleinen Seen im Wildtierreservat Fada Archei im nordöstlichen Tschadbecken.

## Entstehung
Neuere Theorien gehen davon aus, dass die fossilen Wasservorkommen Nordost-Afrikas in einer Pluvialzeit entstanden, wobei die Böden das versickerte Wasser speicherten.

## Nutzung, Risiken
Aufgrund des vorherrschenden hyperariden Klimas findet in diesem Aquifersystem fast keine Grundwasserneubildung statt; sein Wasserspiegel sank aufgrund der massiven Nutzung in den letzten Jahren um ca. 60 Meter; optimistische Prognosen gehen bei fortdauernder Nutzung im heutigen Stil davon aus, dass der Aquifer in ca. 200 Jahren erschöpft sein wird.
Die Oasen der Westlichen Wüste in Ägypten Bahariya, Farafra, Abu Minkar, Dahkla und Kharga liegen alle in Senken, aus denen bis vor ca. 50 Jahren artesische Quellen sprudelten. Der Bevölkerungsdruck und die Intensivierung der Landwirtschaft bewirkten eine Übernutzung der Quellen, sodass sie schließlich versiegten. So begann das ägyptische Ministerium für Bewässerung, ab 1981 in den Oasen fossiles Grundwasser zu fördern.
In den 1970er Jahren wurden im Gebiet der Kufra-Oasen in Libyen mehrere große Bewässerungsprojekte gestartet, die vor allem durch die künstlich bewässerten Felder in kreisrunder Form bekannt wurden (siehe auch Film Home von Yann Arthus-Bertrand). Das libysche Regime rühmte sich dabei, einen von Menschenhand geschaffenen Fluss zur Bewässerung und Trinkwasserversorgung gebaut zu haben, demgemäß heißt das Projekt auch Großes menschengemachtes Fluss-Projekt (Great-Man-Made-River-Projekt, GMMRP oder GMMR).
Das nicht erneuerbare fossile Wasservorkommen wird auch zur Ver- und Entsorgung des Uranabbaus durch den AREVA-Konzern im Niger ausgebeutet.

## Quelle
- Kristina Bergmann: Problematische Neulandgewinnung in Ägypten. In: NZZ, 7. April 2010.